# Vadvetjåkka Nationalpark
68°33′N 18°24′Ø / 68.550°N 18.400°Ø
Vadvetjåkka nationalpark, (nordsamisk Vádvečohkka), er en nationalpark der ligger nordvest for Torneträsk ved grænsen til Norge i Kiruna kommun i Lapland i Sverige. Nationalparkens areal er på 2.630 hektar, med birkeskove, gletsjere, moser, søer og bjerge.
Vadvetjåkka er Sveriges nordligste nationalpark og blev oprettet i 1920, for at bevare et højnordiskt bjerglandskab i sin naturlige tilstand. 
På nyere kort staves nationalparkens navn med nordsamisk ortografi – Vádvečohkka.

## Geografi
Vadvetjåkka nationalpark er opkaldt efter bjergryggen som dominerer topografien i området.
Nationalparken omfatter bjergryggen, de nord-sydgående dale  på begge sider af denne, samt det deltaland som ligger nedenfor bjergets sydlige ende.
Vadvetjåkka er svært tilgængelig; Nationalparken kan nås via en opstigning fra Pålnoviken ved Torneträsk, hvortil der går regulære bådture fra Björkliden eller Abisko. Enklest er det dog at tage udgangspunkt fra E 10 ved Låktatjåkka station – hvorfra der går en 12 kilometer sti frem til nationalparken.
Vadvetjåkkas bjerggrund består hovedsageligt af let forvitret kalksten som viser sig som store strøg langs bjergryggens sider. I kalkstensstrøgene  findes nogle af Sveriges største karstgrotter, den dybeste på 155 meter.

### Klima
Den geografiske beliggenhed nær Atlanten påvirker nationalparkens klima. Himlen er oftest overskyet, og der kommer meget nedbør. Mange snedriver smelter heller ikke bort om sommeren, hvilket har gjort Vadvetjåkka til landets lavest bjerg med isbræer. Normalet findes disse i Sverige i højder over 1.600 moh. men på grund af det havnære klima har de kunnet vokse til på Vadvetjåkka som kun når en højde på 1.248 moh.

## Eksterne kilder og henvisninger
- Naturvårdsverket: Vadvetjåkka (Webside ikke længere tilgængelig)
- Norrbottensfjällens webbplats: Vadvetjåkka nationalpark Arkiveret 14. maj 2011 hos  Wayback Machine